# La Nouvelle Légende du grand judo
Série
La Légende du grand judo
(1943)
Pour plus de détails, voir Fiche technique et Distribution.
La Nouvelle Légende du grand judo (續姿三四郎, Zoku Sugata Sanshirō) est un film japonais réalisé par Akira Kurosawa, sorti en 1945.
Il s'agit de la suite de La Légende du grand judo, film du même réalisateur, sorti deux ans plus tôt.

## Synopsis
Yokohama 1887, deux ans ont passé depuis les premières aventures de Sanshiro Sugata. Un marin américain maltraite et frappe un tireur de pousse-pousse japonais, Daïzaburo. Il est corrigé par Sugata Sanshiro au moyen d’un magistral kata-guruma. Alors que l’américain le provoque, Sanshiro cherche un endroit pour s'en défaire sans mettre la vie du marin en danger. Ainsi le marin américain est-il projeté dans l’eau. 
Le vaillant judoka perfectionne toujours son art du judo auprès de Yano, son maître vénéré. Il est toujours autant épris de Sayo, la fille de l'un de ses anciens adversaires mais il n'ose pas lui exprimer son amour car il s'estime responsable de la mort de son père diminué depuis sa défaite pendant le tournoi de police.
L'ambassadeur japonais auprès des Américains vient ensuite expliquer à Sanshiro que William Lister, un champion de boxe américain arrive au Japon. Le gouvernement japonais souhaite organiser un combat de boxe contre judo pour sceller l’amitié américano-japonaise. L’ambassadeur demande à Sanshiro de participer mais ce dernier refuse. Malgré tout, à la demande de l’ambassadeur, il assiste à un combat de boxe. Il est atterré par la réaction des spectateurs devant le match de boxe qu'il considère comme un combat de chiens ou un combat de coq. Puis le combat de boxe contre jūjutsu est annoncé. Tout le monde se moque du pauvre pratiquant de jūjutsu, Sekine Kahei et de sa tenue. Sugata va lui parler, il apprend qu’il est du Isshin-ryū, il lui demande d’arrêter le combat qui est juste une mascarade destinée à divertir la foule. Sekine lui explique qu’il doit continuer. Les adeptes de jûjutsu n’ont plus que ces combats pour vivre depuis que Sugata Sanshiro et le judo ont détrôné les jūjutsu. Le combat commence et sous les rires des américains, hommes et femmes, et sous les yeux de Sanshiro écœuré, le pratiquant de jūjutsu est rapidement défait.
Sanshiro s’en retourne voir son maître Yano. Il lui explique qu’il veut renoncer au judo quand il voit les victimes que ses victoires ont causées. Son maitre lui explique que les doutes et le sentiment qui habitent Sanshiro, il les partage lui aussi, mais que pour le bien des arts martiaux japonais, Yano veut les réunifier. Sanshiro revoit Sayo et accepte son cadeau, une nouvelle tunique.
Tesshin Higaki et son frère Genzaburo arrivent alors au dojo de Yano. Leur frère ainé Gennosuke a été vaincu par Sanshiro il y a deux ans. Lorsqu’ils arrivent ils ne saluent pas le dojo. Ils arrivent de Yushu et cherchent Sanshiro. Ils veulent l’affronter avec leur karaté. Yano arrive et s’oppose au combat. Il explique que leur karaté ne fait pas partie des arts martiaux. La preuve en est qu'ils n'ont pas salué le dojo. Les frères Higaki repartent furieux. Plus tard, Sanshiro accepte d'apprendre le judo à Daïzaburo. Après de nombreux efforts, le tireur de pousse-pousse devient un judoka. Des élèves de Yano sont attaqués dans des embuscades commises par les frères Higaki. Daïzaburo est lui aussi agressé. Gennosuke le frère ainé très malade rend visite cependant à Sanshiro. Il lui explique qu’il ne souhaite pas voir Sanshiro se battre contre ses frères car ils sont fous et n’ont pas de limites. Il est malade et mourant, et souhaite pour le bien des arts martiaux japonais que Sanshiro reste en vie. Il lui confie un makimono contenant les secrets de l’école de karaté. Sanshiro propose à Gennosuke de le raccompagner avec le pousse-pousse. L'homme malade accepte mais lorsqu'il aperçoit Sayo dont il était amoureux, cela le fait souffrir à nouveau et il demande à Sanshiro de couvrir le pousse-pousse afin de ne pas la voir et de se cacher.
Les deux frères Higaki lancent un défi à Sanshiro. Celui-ci conscient qu'il enfreint les règles de son maître, accepte cependant deux combats, celui contre les frères adeptes du karaté mais aussi le combat contre l'américain. Ainsi, Sanshiro se retrouve d'abord sur un ring face à William Lister. Dans ce combat, Sanshiro se contente d’une seule projection qui étourdit le boxeur. Il gagne une somme en récompense qu'il remet à Sekine Kahei venu le féliciter pour sa victoire. Il se rend ensuite au sommet d'une montagne enneigée pour se battre contre les frères Higaki dans un combat pieds nus. Sanshiro affronte seulement Tesshin car Genzaburo a eu une crise et ne peut pas combattre. Sanshiro parvient à vaincre Tesshin qui est blessé. Il prépare un repas aux deux frères et leur apporte des soins en espérant leur montrer "la voie". Mais Genzaburo, profitant du sommeil de Sanshiro tente de le tuer avant de renoncer. Les frères Higaki se rendent compte alors de leur défaite physique et morale devant les principes de respect, de sincérité qui sont attachés au judo.

## Fiche technique
- Titre : La Nouvelle Légende du grand judo ou La Légende de judo II
- Titre original : 續姿三四郎 (Zoku Sugata Sanshirō?)
- Réalisation : Akira Kurosawa
- Scénario : Akira Kurosawa d'après le livre de Tsuneo Tomita
- Production : Motohiko Itō
- Société de production : Tōhō
- Musique : Seiichi Suzuki
- Photographie : Takeo Itō
- Décors : Kazuo Kubo
- Pays d'origine :  Empire du Japon
- Langue originale : japonais
- Format : noir et blanc - 1,37:1 - Mono
- Genre : action, aventure, arts matiaux
- Durée : 83 minutes[1] (métrage : huit bobines - 2 268 m[1])
- Dates de sortie :
  - Empire du Japon : 3 mai 1945 (sortie nationale)[1]
  - France : 11 janvier 2016 (sortie nationale)[2],[3]

## Distribution
- Denjirō Ōkōchi : Shogoro Yano
- Susumu Fujita : Sanshiro Sugata
- Ryūnosuke Tsukigata : Gennosuke Higaki
- Akitake Kōno : Genzaburo Higaki
- Yukiko Todoroki : Sayo
- Soji Kiyokawa : Yujiro Toda
- Masayuki Mori : Yoshima Dan
- Seiji Miyaguchi : Kohei Tsuzaki
- Ko Ishida : Daisuburo Hidarimonji
- Kazu Hikari : Kihei Sekine
- Kokuten Kōdō : prêtre bouddhiste Saiduchi
- Ichirō Sugai : Yoshizo Fubiki

## Autour du film
- Vers le milieu du film, Akira Kurosawa met en scène une démonstration de tandoku-renshu.